# Garment District (Manhattan)

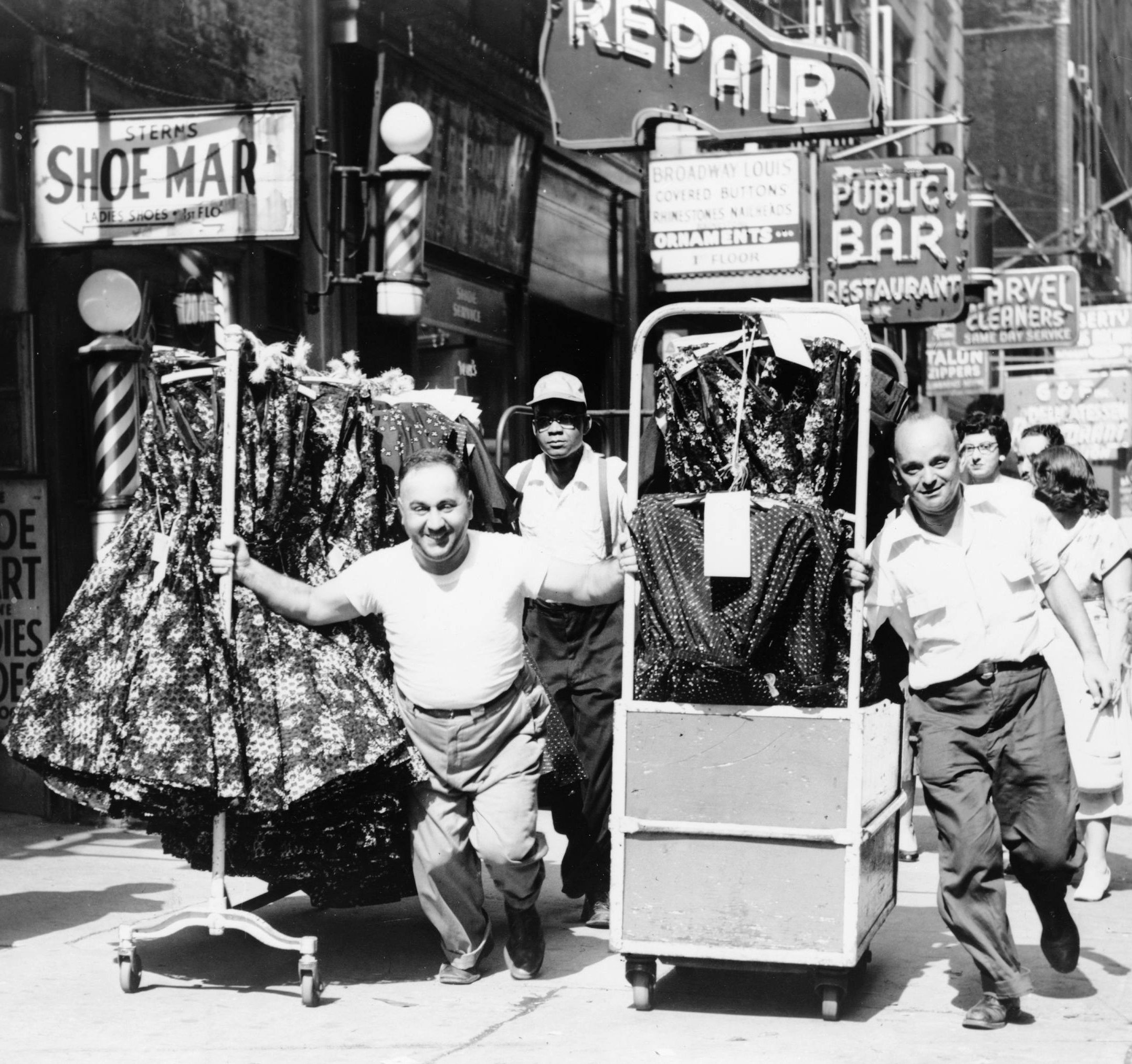
Männer ziehen Kleiderwagen auf einem belebten Gehweg im Garment District (1955).

Der Garment District (auch: Garment Center, Fashion District oder Fashion Center) ist ein Viertel im Stadtbezirk Manhattan in New York City, USA. Das Viertel verdankt seinen Namen der hohen Konzentration an Unternehmen, Labels und Läden, die mit Mode zu tun haben (garment = Bekleidung, Gewand und fashion = Mode).

## Lage
Das Viertel in Midtown Manhattan erstreckt sich zwischen der Fifth Avenue und Ninth Avenue sowie von der 34th Street bis zur 42nd Street.

## Bedeutung in der Modeindustrie im Viertel

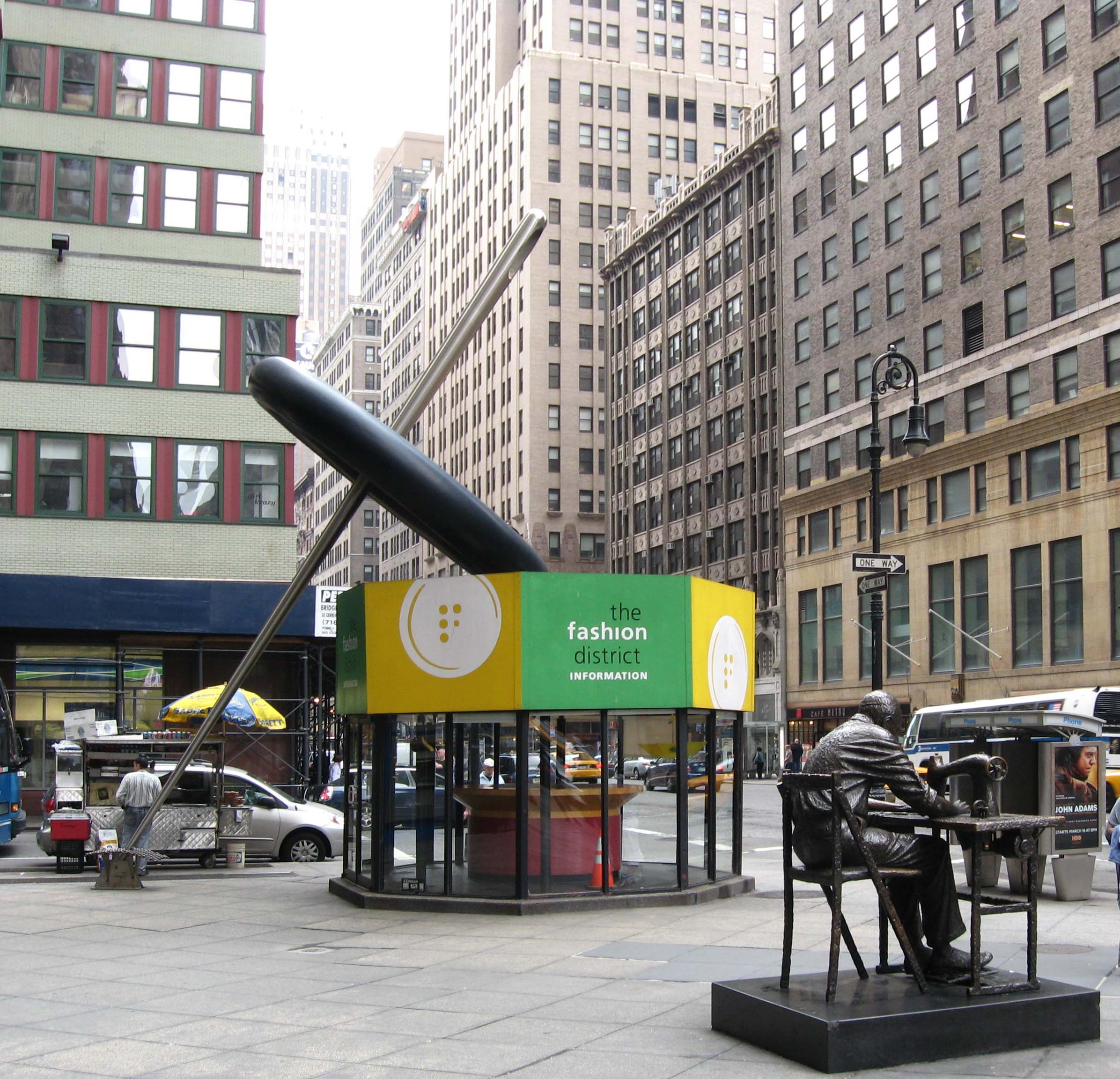
Informations-Kiosk der Modeindustrie des Garment Districts

Der Garment District ist seit den frühen 1920er Jahren als Zentrum für Modeherstellung und Modedesign von internationalem Rang bekannt. Auf einer Fläche von weniger als 65 Hektar befinden sich hier die meisten Showrooms von New York City, zahlreiche bedeutende Modelabels wie Carolina Herrera, Oscar de la Renta, Calvin Klein, Donna Karan, Liz Claiborne und Nicole Miller haben ihre Geschäfte, Fabrikationsanlagen, Warenlager oder Unterstützungsbüros im Garment District. Darüber hinaus finden sich hier Unternehmen für sämtliche Aspekte der Modeindustrie – von Design und Produktion über Zulieferer für Stoffe und Tücher bis hin zum Großhandel. Keine andere Stadt hat eine vergleichbare Konzentration von Modeunternehmen in einem Viertel. Viele aus der Modeindustrie behaupten, dass diese Konzentration von Kreativen, Unternehmern und Geschäften in diesem Viertel wie ein Ökosystem funktionieren würde, in dem jeder Teil hilft, das Ganze aufrechtzuerhalten. New York City gilt damit als Mode-Hauptstadt der Vereinigten Staaten. Die Modeindustrie, die hier angesiedelt ist, setzt jährlich ca. 14 Milliarden US-Dollar um und initiiert teilweise weltweite Designtrends. 
Obwohl der Garment Distric in der Vergangenheit als Zentrum der Textilindustrie galt, haben globale Trends die Art und Weise verändert, wie die Modeindustrie im Viertel funktioniert. Während der letzten 50 Jahre haben die New Yorker Kleiderfabrikanten einen konstanten Niedergang in der ganzen Stadt und insbesondere im Garment District erlebt, da die Hersteller vor Ort ihre Wettbewerbsfähigkeit auf dem globalen Markt zunehmend einbüßten. Ausländische Arbeitskräfte spielen heute eine entscheidende Rolle im Herstellungsprozess, da sie für deutlich weniger Lohn arbeiten. Der Niedergang des Produktionssektors hat sich als ernsthaftes Problem für den Garment District erwiesen.

## Geschichte

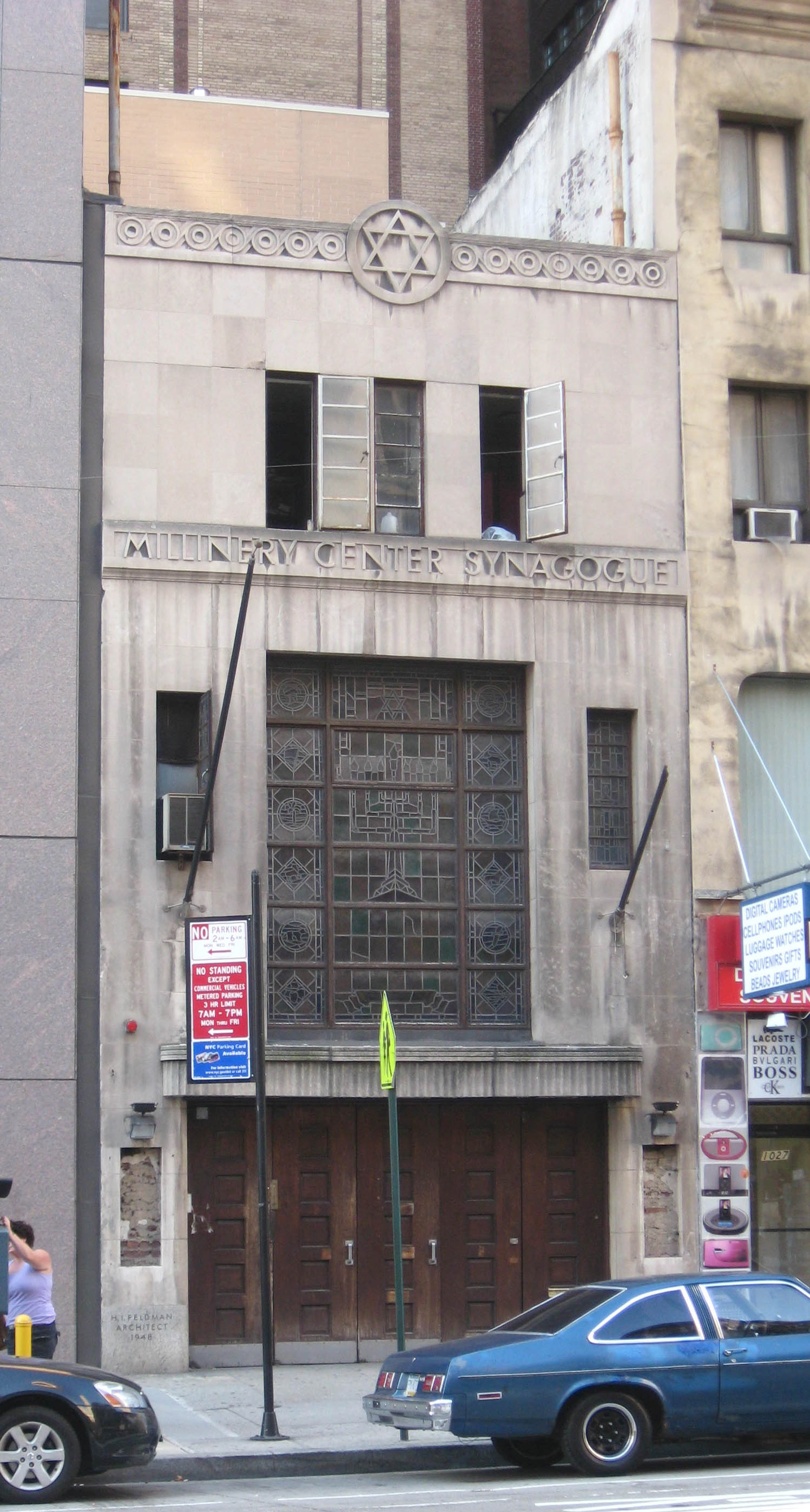
Die Millinery-District-Synagoge

Vor Mitte des 19. Jahrhunderts stellte noch die Mehrheit der Amerikaner entweder ihre Kleidung selbst her oder kaufte sie maßgeschneidert, soweit sie wohlhabend war. In den 1820er Jahren wurde jedoch bereits immer mehr vorgefertigte Kleidung von einer höheren Qualität für einen breiteren Markt hergestellt. 
New York City übernahm erstmals die Funktion als Zentrum der nationalen Bekleidungsindustrie, als mit der Herstellung von Kleidung für Plantagen-Sklaven der Südstaaten begonnen wurde. Es war für die Plantagenbesitzer wirtschaftlicher, die Kleidung bei Herstellern in New York City einzukaufen, anstatt sie von den Sklaven anfertigen zu lassen. Neben dem Kleidungsangebot für Sklaven stellten die Schneider Konfektion für Seeleute und Goldsucher her, wenn im Kerngeschäft gerade eine Flaute herrschte. So wuchs die Herstellung von vorgefertigter Kleidung weiter an.
Mit der Erfindung der Nähmaschine wurde der Herstellungsprozess  in den 1850er Jahren zunehmend industrieller. Zu dieser Zeit kamen Einwanderer aus Deutschland und Mitteleuropa mit einschlägiger Geschäfts- und Berufserfahrung nach New York City und belebten das Geschäft zunehmend. Der Bedarf für tausende vorgefertigte Soldatenuniformen während des Amerikanischen Bürgerkriegs (1861–1865) verhalf New York Citys Kleidungsindustrie zu weiterem Wachstum. Ende der 1860er Jahre kauften schließlich die meisten Amerikaner ihre Kleidung statt sie selbst herzustellen. Während der 1870er Jahre versechsfachte sich der Wert von Kleidung, die in New York City hergestellt wurde. 1880 produzierte New York City mehr Kleidung als die vier umsatzstärksten Konkurrenzstädte zusammen, 1900 waren Warenwert und -menge dreimal so hoch wie die des zweitgrößten Industriezweiges der Stadt, der Zuckerherstellung.
Im frühen 20. Jahrhundert trieben größtenteils osteuropäische Arbeitskräfte den Kleidungshandel an. Abraham Cahan schrieb 1917 diesen Einwanderern die Erschaffung eines amerikanischen Stils (American style) zu: „Als Fremde und meist ohne Englisch sprechen zu können, amerikanisierten wir die Art und Weise, Kleidung für die bescheidene oder einfache amerikanische Frau anzubieten. Die durchschnittliche amerikanische Frau ist die bestangezogene Frau der Welt und der russische Jude hat sehr viel dazu beigetragen, sie dazu zu machen“ („Foreigners ourselves, and mostly unable to speak English, we had Americanized the system of providing clothes for the American woman of moderate or humble means. The averarge American woman is the best-dressed woman in the world, and the Russian Jew has had a good deal to do with making her one“).
Den südlichen Teil des Garment Districts, mit ähnlicher Funktion für die Pelzbranche, bildet der Fur District, mit ebenfalls verschwindender Bedeutung.

## Niedergang der Modeindustrie
Wie 2009 beklagt wurde, haben billigere Arbeitskräfte und günstigere Produktionskosten im Ausland New York Citys Kleidungshersteller in den Jahrzehnten davor schwer getroffen. Dieser Wandel zwang viele Modedesigner, die einst ihre Kollektionen in Manhattan herstellen ließen, die Produktion ins Ausland zu verlagern, was wiederum die kleinen Schneideren wie auch die Zulieferer im Garment District traf.
Charles Bagli von der New York Times schrieb:
„Manche städtischen Behörden und Industrieführer sorgen sich, dass bei einem Zusammenbruch der Kleidungsanfertigung auch viele Designer, die so viel Glanz nach New York bringen, verschwinden werden – wie der Anspruch der Stadt, eine Modehauptstadt zu sein, die mit Paris und Mailand konkurriert. Der Schaden wäre unbestreitbar, da die zwei großen jährlichen Ereignisse der Modeindustrie – die Fashion Week im September und Februar – eine enorme Menge an Besuchern anziehen und hunderte von Millionen Dollar erwirtschaften“ („Some city officials and industry leaders worry that if manufacturing is wiped out, many of the designers who bring so much luster to New York will leave, along with the city’s claim to be a fashion capital rivaling Paris and Milan. The damage would be undeniable, given that the industry’s two big annual events — Fashion Week in September and February — attract enormous numbers of visitors and generate hundreds of millions of dollars in economic activity“).
Obwohl dies schwere Zeiten für die Modeindustrie New York Citys wie auch für den New Yorker Garment District sind, gibt es viele Organisationen, die sich dafür einsetzen, dass das Viertel seine Bedeutung behält. Eine dieser Organisationen ist das Fashion Center Business Improvement District (auch The Fashion Center oder Fashion Center BID). Diese gemeinnützige Organisation versucht die Ausstrahlung und Dynamik des Garment District zu erhalten und zu verbessern, indem sie die Gegend als strategischen Unternehmensstandort für Modeunternehmen und andere Geschäftszweige gleichermaßen bewirbt. So initiierte das Fashion Center BID den Fashion Walk of Fame auf der Seventh Avenue, Kunstfestivals und ein Informationszentrum, den Fashion Center Information Kiosk, der sich auch an der Seventh Avenue befindet. Dieser „Informations-Kiosk“ bietet Mode-Profis, Studierenden, Besuchern und Einkäufern Informationen und Dienstleistungen rund um die Modeindustrie.
„Save the Garment Center“ ist eine Kampagne, die von verschiedenen Mitgliedern der Modeindustrie ins Leben gerufen wurde, um die Konzentration von Unternehmen und Geschäften aus dem Modebereich im Viertel zu erhalten.
Der Anschluss des Garment District an den Nah-, Regional- und Fernverkehr macht das Viertel bei Unternehmen begehrt. In Laufweite befinden sich die Pennsylvania Station und der Grand Central Terminal. Während des Niedergangs der Modeherstellung wurden Gebäude, die einst große Produktionsanlagen beherbergten, in Büroflächen umgewandelt. So zogen unter anderem Verwaltungen, Anwaltskanzleien, PR-Unternehmen wie auch Spitzentechnologie-Unternehmen in diese Gegend, so dass das Viertel um 2010 etwa gleichmäßig zwischen Modefirmen und anderen Unternehmen aufgeteilt war.

## Sehenswürdigkeiten
- Der Fashion Walk of Fame, der der amerikanischen Mode gewidmet ist.[5]
- Needle threading a button – Skulptur einer überdimensionalen Nadel, die einen ebenso übergroßen Knopf durchfädelt am Fashion Center Business Improvement District’s Information Kiosk an der Seventh Avenue und 39th Street.[4]
- Statue von Ralph Kramden in seiner Busfahreruniform vor dem Gebäude der Port Authority.
- Das Gebäude der Greenwich Savings Bank.